# ブリタニー・スパニエル
ブリタニー・スパニエル（英：Brittany Spaniel）はフランスブルターニュ地方原産の中型の鳥猟犬。フランス語ではエパニュール・ブルトン（フランス語: Epagneul Breton）という。フレンチ・ブルトンとも言う。

## 歴史
ブリタニー・スパニエルの先祖は、ブルターニュ半島に存在していたスパニエル系の猟犬である。主にフラッシング（追い出し）とリトリービング（獲物の回収）を行っていた。17世紀の絵画には、現在のブリタニー・スパニエルに似た姿の犬が確認される。19世紀にイギリスからもたらされたセターやウェルシュ・スプリンガー・スパニエルとの交配によって、ブリタニー・スパニエルが作出された。イングリッシュ・セッターやイングリッシュ・ポインターとの交配によるとの見解もある。
この種は20世紀初頭までに犬質が低下し、頭数も減ってほぼ絶滅したが、アルチュール・エノーという愛好家の手によって復活した。多芸な上に、猟犬としては小型で使いやすく、成長も早いため、非常に人気が出て、1896年には、ショートテイルド・ブリタニー（Short-tailled Brittany）という名でショーリンクに上がった。1907年にフランスで犬種標準が定められ、サイズ等の他、短尾（ボブテイル）であることが条件とされた。1954年に国際畜犬連盟に公認登録された。
1931年にアメリカ合衆国に輸出されると、ここでも急速に人気を得た。1934年には早くもアメリカンケネルクラブに公認犬種として認知され、1942年には犬種クラブが結成された。アメリカでは独自の改良もなされ、アメリカンケンネルクラブの標準はフランスや国際畜犬連盟の標準とやや異なるため、アメリカ種を別犬種として「アメリカン・ブリタニー・スパニエル」と呼ぶ場合もある。また、さまざまな役割を担い、フラッシングをするだけでないことから、スパニエルよりポインターやセターの仲間に近いとして、アメリカンケネルクラブでは1982年に犬名から「スパニエル」を取り、「ブリタニー」が登録名となった。
フランスでは現在も最も人気のある犬種の1つで、毎年5千頭前後の登録がある。アメリカでは猟犬としてだけでなく、家庭犬としても人気がある。一方、英国では1986年にはじめて公認された。日本でも数頭飼育されていて、2009年度の国内登録頭数順位（一年度間で日本国内で仔犬が産まれ、登録された数を基にした順位）は134位中109位であった。

## 特徴

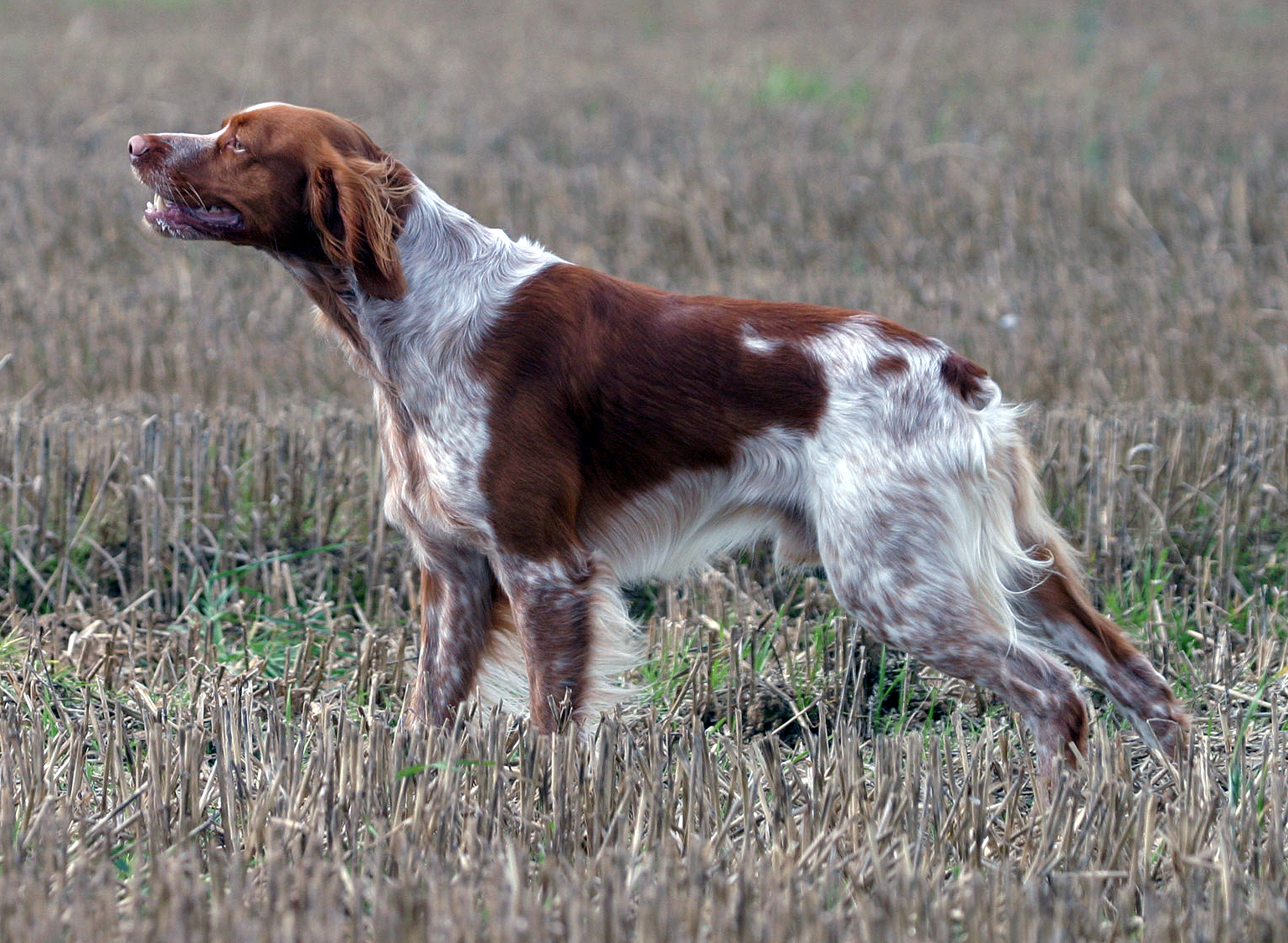
ウズラを見つけて停止姿勢をとるブリタニー・スパニエル

スパニエルタイプの猟犬とされるが、セッティングやフラッシング能力の高い狩猟犬としてはむしろポインターの一種であり、犬名に「スパニエル」を含めるのは不適切であるとする見解もある。
本種は鳥猟犬として多目的に使われる。主に狩る獲物はヤマシギだが、キジ、イワシャコ、カモなども狩る。優れた嗅覚を駆使してそれらを発見するとフラッシング（追い出し）をするが、訓練によってはセッティングまたはポインティングをさせることもできる。また獲物の回収（リトリービング）もできる。
1907年に最初の犬種標準が作られた際には体高50〜56cmとされたが、次第に小型化が進み、現在は48〜50cmを理想とし、体重は13〜18kgの中型犬。当初は先天的に短尾（ボブテイル）であることが条件とされたが、1938年以降は、断尾したものも認められるようになった。
コートは滑らかなショートコートで、胸、臀部、尾などにはふさ毛がある。毛色はオレンジ・アンド・ホワイトが多数派である。犬種標準作成直後からブラックは認められていなかったが、フランスや国際畜犬連盟では1956年以降、許可された。アメリカンケンネルクラブでは現在もブラックは認められず、ホワイト、オレンジ、レバーの組み合わせのみが認められている。
性格は陽気で人懐こく、愛情深い。子供や他の犬とも仲良くすることが出来る。運動量が多く、猟犬としての本能を満たす刺激を必要とする。かかりやすい病気は股関節形成不全、口蓋裂、血友病などがある。